# 红马蹄莲
红马蹄莲（学名：Zantedeschia rehmannii）为天南星科马蹄莲属下的一个种。

## 扩展阅读
- 維基物種上的相關：红马蹄莲